# B-SAD
A B-SAD foi uma sociedade de futebol profissional sediada em Oeiras, Portugal. Foi fundada a 18 de Outubro de 1999, como Sociedade Anónima Desportiva, originalmente pertencente ao Clube de Futebol "Os Belenenses". Constituiu-se como clube independente, distinto do clube fundador, a 30 de Junho de 2018, tendo deixado de jogar no Estádio do Restelo e procedido a nova filiação na Associação de Futebol de Lisboa.
Em 2023 iria-se fundir com o Clube Desportivo da Cova da Piedade adoptando a sua designação e usando as suas instalações, numa vã tentativa de manter o seu lugar na Liga 3. A nova SAD acabaria por não obter licenciamento pela FPF sendo relegada para os campeonatos distritais. A B-SAD acabaria por revogar o contrato de fusão com o Cova da Piedade, após apenas 5 meses de fusão. Após revogar o contrato de fusão com o Cova da Piedade disputou a 2ª Divisão Distrital da AF Setúbal na temporada 2023/24. Em Setembro de 2024 a sociedade anunciou a sua extinção e posterior fusão com o Club Desportivo Portalegrense.

## História

### Origens
O Belenenses criou a sua Sociedade Anónima Desportiva (SAD) em 18 de Outubro de 1999, para gerir o seu futebol profissional. Em 2012, enfrentando o Clube e a SAD fortes dificuldades financeiras, os sócios aprovaram a venda de 51% da SAD a um investidor, a Codecity Sports Management, liderada por Rui Pedro Soares. Além do contrato de compra e venda das ações, foi celebrado um acordo parassocial em que o clube fundador mantinha direitos especiais, como direitos de veto a certas deliberações e direito de recompra, unilateral, das ações com preço e datas fixadas. Foi ainda celebrado um protocolo que regulava as relações entre o Clube e a SAD. 
Entretanto a Codecity, acionista maioritária da SAD, resolveu unilateralmente o acordo parassocial, alegando violações contratuais do Clube. Em 2017 o Tribunal Arbitral do Desporto considerou válida a resolução do acordo parassocial, extinguindo a possibilidade previamente acordada de o Clube poder readquirir os 51% das ações, por forma a retomar o controlo do futebol profissional.

### Relação com o Clube de Futebol "Os Belenenses"
O protocolo que regulava as relações entre Clube e SAD, incluindo o uso do Estádio do Restelo (propriedade do Clube) pela equipa profissional de futebol da SAD, teve de ser terminado pelo Belenenses em 30 de Junho de 2018 com aprovação da larga maioria dos sócios do Clube. O Belenenses foi relegado para os campeonatos distritais e desde então foi subindo gradualmente e consecutivamente até regressar aos escalões profissionais e voltar a competir na segunda liga na época 2023/24.

### Campeonatos que disputa e estádio
A B SAD militou até a época 2021/22 na Primeira Liga, Taça de Portugal e Taça da Liga. A B SAD não tem estádio próprio e disputa os seus jogos na condição de anfitrião no Estádio Nacional, alugado ao IPDJ para o efeito. Em fevereiro de 2019, perante a indisponibilidade temporário do Estádio Nacional, alugou o Estádio do Bonfim, em Setúbal, para jogar como visitado em 2 jornadas. 
Em 11 de Março de 2019 estreou o novo emblema, sem a Cruz de Cristo, após a confirmação pelo Tribunal da Relação de Lisboa da decisão de 1.ª instância de interdição de utilização do nome, emblema e símbolos do clube Belenenses.

### Uso do nome
Por decisão do Tribunal da Propriedade Intelectual, datada de 29 de Outubro de 2018, a B-SAD foi impedida de utilizar o emblema e símbolos do clube Belenenses.
A 27 de Junho de 2019 o Belenenses informou oficialmente a Federação Portuguesa de Futebol e a Liga Portuguesa de Futebol Profissional que, a partir da época 2019–20, não autoriza a sua antiga SAD a usar o nome "Belenenses", tal como fez na época 2018–19, onde competiu sob o nome de "Belenenses SAD". Esta posição do Belenenses ampara-se na decisão da Relação de Lisboa, que impede o uso das marcas nominativas ou figurativas do clube pela SAD, estando o caso a aguardar a decisão final no processo principal.
A 21 de Fevereiro de 2021 o Tribunal da Propriedade Intelectual (TPI) veio dar razão à B-SAD no diferendo da utilização do nome, das marcas e símbolos do Clube de Futebol "Os Belenenses". Este anunciou que iria recorrer para o Tribunal da Relação de Lisboa, pelo que a decisão não transitou em julgado. No entanto o clube recorreu desta decisão e até que a mesma transite em julgado, a providência cautelar decidida pelo tribunal Constitucional mantém-se em vigor.
Transformação em Cova da Piedade SAD
Em 2023, a direção do Cova da Piedade e o B SAD alcançaram um princípio de acordo para se unirem no futebol profissional. Os termos do acordo, revelado pela direção do clube, em assembleia geral, preveem que aquela sociedade desportiva altere a sua designação para Clube Desportivo Cova da Piedade – Futebol SAD (ou outro a aprovar pelos sócios) e a utilização do Estádio Municipal José Martins Vieira para a realização dos jogos de futebol profissional.
O clube da margem sul adquiriu 10% do capital da atual BSAD, que irá reconhecer o Cova da Piedade como clube fundador, com todos os benefícios e obrigações previstos para tal na lei das sociedades desportivas. A marca B SAD estará em vigor até ao final da época 2022/23 e ao assumir a marca "Cova da Piedade" extingue-se a 100% a ligação histórica da BSAD ao Clube de Futebol "Os Belenenses".
Problemas na Conclusão da Fusão
Apesar da Liga Portugal reconhecer a união entre Cova da Piedade e B SAD, a FPF não o fez. Devido a isso, o recém criado Cova da Piedade SAD não obteve licenciamento para participar na Liga 3. 
Para tentar obter uma vaga no futebol profissional português, o clube colocou um processo contra o LANK Vilaverdense, por alegados problemas na inscrição na Liga Portugal 2. No entanto, o processo foi indeferido e o LANK Vilaverdense obteve licença para participar na Segunda Liga. 
No final, após 5 meses de fusão, os 2 clubes decidiram separar-se por mútuo acordo, encerrando por completo a colaboração mútua.  
Após o veto da fusão
Após o veto da fusão o clube disputou 2ª divisão das distritais da AF Setúbal na temporada 2023/24, que equivalem à 6ª divisão portuguesa.
Extinção e fusão com o Club Desportivo Portalegrense
No dia 25 de Setembro de 2024 foi anunciada a fusão da B-SAD com o Club Desportivo Portalegrense dando assim um ponto final a sociedade como identidade própria, a sociedade passou agora a pertencer ao Club Desportivo Portalegrense sob o nome Club Desportivo Portalegrense, SAD.
Acordo total entre Belenenses e a antiga BSAD
O Belenenses anunciou, dia 23 de Dezembro de 2024, que chegou a acordo com a antiga B SAD, encerrando todas as relações com o atual Portalegrense SAD, num processo que decorria desde 2018.
Num extenso comunicado, o emblema do Restelo, presidido por Patrick Morais de Carvalho esclarece que a B SAD deixa de ter qualquer direito de utilizar nome, marca, símbolo, hino, lema e história do Belenenses, consumando-se assim a separação judicial e definitiva.

## Histórico
| Nacionais  | Nacionais        | Nacionais | Nacionais        |
| Competição | Competição       | Presenças | Melhor posição   |
| ---------- | ---------------- | --------- | ---------------- |
|            | Primeira Liga    | 4         | 9º               |
|            | Segunda Liga     | 1         | 16º              |
|            | Taça de Portugal | 5         | Quartas de Final |
|            | Taça da Liga     | 4         | Fase de Grupos   |

### Classificações por época
| Nível | Época   | Divisão                    | Classificação | Taça de Portugal | Taça da Liga |
| ----- | ------- | -------------------------- | ------------- | ---------------- | ------------ |
| 1     | 2018–19 | Primeira Liga              | 9º            | 4E               | FG           |
| 1     | 2019–20 | Primeira Liga              | 15º           | 4E               | 2F           |
| 1     | 2020–21 | Primeira Liga              | 10º           | QF               | –            |
| 1     | 2021–22 | Primeira Liga              | 18º           | OF               | 1F           |
| 2     | 2022–23 | Segunda Liga               | 16º           | QF               | FG           |
| 6     | 2023–24 | AFS CD Seniores 2ª Divisão | 5º            | -                | -            |

## Épocas
|                                    | Jogos | Pontos | Vitorias | Empates | Derrotas | Golos marcados | Golos sofridos | SG  | Posição |
| ---------------------------------- | ----- | ------ | -------- | ------- | -------- | -------------- | -------------- | --- | ------- |
| Primeira Liga de 2018–19           | 34    | 43     | 10       | 13      | 11       | 42             | 51             | -9  | 9º      |
| Primeira Liga de 2019–20           | 34    | 35     | 9        | 8       | 17       | 27             | 54             | -27 | 15º     |
| Primeira Liga de 2020–21           | 34    | 40     | 9        | 13      | 12       | 25             | 35             | -10 | 10º     |
| Primeira Liga de 2021–22           | 34    | 26     | 5        | 11      | 17       | 23             | 55             | -32 | 18º     |
| Segunda Liga 2022–23               | 34    | 35     | 9        | 8       | 17       | 41             | 59             | -18 | 16º     |
| AFS CD Seniores 2º Divisão 2023-24 | 30    | 61     | 19       | 4       | 7        | 85             | 45             | 40  | 5º      |
| TOTAL                              | 200   | 240    | 62       | 57      | 82       | 243            | 295            | -52 |         |

## Equipamentos

### Equipamentos atuais
| Principal | Alternativo | Alternativo |

## Treinadores
Silas (futebolista) - 2018/19, 2019/20
Pedro Ribeiro - 2019/20
Petit (futebolista) - 2019/20, 2020/21, 2021/22
Filipe Cândido - 2021/22
Franclim Carvalho - 2021/22
Nandinho - 2022/23
José Maria Pratas - 2022/23
Paulo José Ramos Mendes - 2022/23